# Julida
Julida một bộ cuốn chiếu. Thành viên của bộ này có thân dài và hình trụ, thường có chiều dài dao động 10–120 mm. Mắt có thể có mặt hay không có, và ở con đực trưởng thành của nhiều loài, cặp đầu tiên của chân bị biến đổi thành cấu trúc giống móc. Ngoài ra, cả hai cặp chân vào phân khúc cơ thể lần thứ 7 của con đực bị biến đổi thành gonopod.
Julida bao gồm các loài chủ yếu là ôn đới khác nhau, từ Bắc Mỹ đến Panama, châu Âu, châu Á về phía bắc của dãy Himalaya, và Đông Nam Á.

## Phân loại
Bộ Julida có khoảng 750 loài, được chia thành các siêu họ và họ sau:
Blaniuloidea C. L. Koch, 1847
- Blaniulidae C. L. Koch, 1847
- Galliobatidae Brolemann, 1921
- Okeanobatidae Verhoeff, 1942
- Zosteractinidae Loomis, 1943

Juloidea Leach, 1814
- Julidae Leach, 18147
- Rhopaloiulidae Attems, 1926
- Trichoblaniulidae Verhoeff, 1911
- Trichonemasomatidae Enghoff, 1991

Nemasomatoidea Bollman, 1893
- Chelojulidae Enghoff, 1991
- Nemasomatidae Bollman, 1893
- Pseudonemasomatidae Enghoff, 1991
- Telsonemasomatidae Enghoff, 1991

Paeromopodoidea Cook, 1895
- Aprosphylosomatidae Hoffman, 1961
- Paeromopodidae Cook, 1895

Parajuloidea Bollman, 1893
- Mongoliulidae Pocock, 1903
- Parajulidae Bollman, 1893